# Бочков, Виктор Михайлович
Ви́ктор Миха́йлович Бочко́в (1900—1981) — советский военный и государственный деятель, Прокурор СССР в 1940—1943, генерал-лейтенант (1944).

## Биография
Родился 29 октября (11 ноября н. ст.) 1900 в деревне Казимирова Слобода Могилёвской губернии, ныне в городской черте Мстиславля, в семье крестьянина, белорус. Из бедняцкой семьи, поэтому трудовую жизнь начал очень рано. С 10-ти лет был работником в Пустынском Свято-Успенском монастыре под Мстиславлем. Окончил начальную школу, учился на педагогических курсах. После октябрьской революции был членом Пустынской трудовой коммуны. В марте 1919 года вступил в РКП(б).
В 1919 году призван в Красную Армию, служил в отдельном эскадроне конной разведки Особой кавалерийской бригады 15-й армии, в составе бригады попал на Западный фронт, где воевал с польскими войсками. В ноябре — декабре 1921 года воевал в составе отдельного кавалерийского эскадрона 6-й стрелковой дивизии, после чего был направлен командованием Западного фронта на учёбу на 43-е Полоцкие командные курсы Западного военного округа, которые окончил в 1922 году.
В октябре 1922 года переведён в войска ОГПУ, командовал взводом 3-го кавалерийского дивизиона войск ОГПУ (Гомель). В феврале 1923 направлен в пограничные войска ОГПУ служил командиром взвода 9-го пограничного батальона Западного пограничного округа, с мая 1923 — инструктор кавалерийского дела 88-го Севастопольского дивизиона ОГПУ, с февраля по октябрь 1924 года — начальник пограничной заставы 25-го пограничного отряда. В 1925 году окончил Высшую пограничную школу ОГПУ СССР. С октября 1925 года — вновь начальник пограничной заставы 23-го пограничного отряда, с марта 1930 года — начальник маневренной группы 24-го погранотряда, начальник штаба 8-го кавалерийского полка. С июня 1932 года — начальник Киевской зенитно-пулемётной школы ОГПУ. С января 1933 года командовал зенитно-пулемётным дивизионом, командиром дивизиона, начальником отделения в 1-й школе погранохраны и войск ОГПУ имени К. Е. Ворошилова (Новый Петергоф). В 1935—1938 гг. учился в Военной академии РККА им. М. В. Фрунзе.
После окончания академии переведён в центральный аппарат НКВД, начальник Главного тюремного управления НКВД СССР (ноябрь-декабрь 1938), начальник 4-го (Особого) отдела Главного управления государственной безопасности НКВД СССР (декабрь 1938 — август 1940). Участник боев с японцами на Халхин-Голе, а также войны с Финляндией 1939—1940.
7 августа 1940 года Указом Президиума Верховного Совета СССР назначен Прокурором СССР и находился на этом посту до ноября 1943 г. Находясь на посту Прокурора СССР, фактически подчинялся Берии. В начале Великой Отечественной войны, 5 июля 1941 г. В. М. Бочков решением Ставки был назначен членом Военного Совета Северо-Западного фронта и непосредственно возглавил Особый отдел фронта. С этого времени и до начала января 1942 г. обязанности Прокурора Союза ССР исполнял Г. Н. Сафонов.
В 1940—1941 гг. входил в состав секретной комиссии Политбюро ЦК ВКП(б) по судебным делам. Комиссия утверждала все приговоры о смертной казни в СССР. В 1940 году была расстреляна без суда и составления каких-либо бумаг жена маршала Кулика К. И. Кулик-Симонич. По словам Влодзимирского, Бочков опоздал к моменту казни и «выругал Блохина, <…>, что он привел приговор в исполнение, не дождавшись его». В октябре 1941 года по предписанию Берии в г. Куйбышеве и Саратове были без какого-либо оформления бумаг расстреляны 25 человек, в конце февраля — начале марта 1942 начальник следственной части НКВД Влодзимирский составил задним числом «заключения» с указанием, что расстрелы произведены по «специальным указаниям директивных органов Союза ССР». Все эти заключения имели подпись: «Согласен. Бочков. 17 октября 1941 г.».
По приказу В. М. Бочкова в 1943 года с целью укрепления трудовой и исполнительской дисциплины были введены классные чины и форменная одежда для сотрудников прокуратуры. Указ Президиума Верховного Совета СССР от 16 сентября 1943 г. «Об установлении классных чинов для прокурорско-следственных работников органов прокуратуры» предусматривал введение классных чинов, а постановлением Совнаркома СССР от 16 сентября 1943 года была введена форменная одежда для прокурорско-следственных работников. 22 сентября 1943 г. Бочков издал приказ «О порядке аттестования прокурорско-следственных работников органов Прокуратуры Союза ССР». Мероприятие предполагалось провести с 1 октября 1943 г. по 1 апреля 1944 г. Но в ноябре 1943 Бочков подал заявление в ЦК ВКП(б) с просьбой об освобождении его от занимаемой должности, и 13 ноября 1943 Указом Президиума Верховного Совета СССР он был освобождён от должности Прокурора СССР и вернулся на службу в наркомат внутренних дел.
C 3 января 1944 по 8 июня 1951 года — начальник Управления конвойных войск НКВД (с 1946 — МВД) СССР. В начале 1944 года участвовал в операциях по выселению карачаевцев, калмыков, чеченцев и ингушей. 8 марта 1944 года за участие в этих операциях награждён орденом Красной Звезды (награждение отменено Указом Президиума ВС СССР от 4 апреля 1962). За участие в операции по выселению из Крыма крымских татар, болгар, греков, армян награждён орденом Отечественной войны 1-й степени (награждение отменено Указом Президиума ВС от 3 февраля 1964). С 8 июня 1951 по 3 мая 1955 года — начальник управления охраны — заместитель начальника ГУЛАГ МВД СССР. В январе — феврале 1954 года В. М. Бочков был допрошен на основании показаний Влодзимирского и других о его участии в бессудных расстрелах. 25 января 1954 года Прокурор Р. А. Руденко направил Г. М. Маленкову письмо, в нём сказано: «сам факт подписания т. Бочковым задним числом сфальсифицированных заключений о расстреле 25 арестованных является должностным преступлением. По действующему законодательству т. Бочков в настоящее время не может быть привлечён к уголовной ответственности и предан суду ввиду истечения 10-летней давности с момента совершения преступления». В. М. Бочков не только не был осуждён, но и сохранил свою должность зам. начальника ГУЛАГа на протяжении ещё более года. В мае — июне 1954 года сначала руководит, а после приезда Долгих участвует в комиссии, занятой переговорами и позднее организацией подавления Кенгирского восстания.
С 3 мая 1955 по 1957 год — начальник отдела конвойной охраны — заместитель начальника ГУЛАГ. С 1957 года — заместитель начальника Главного управления исправительно-трудовых колоний (ГУИТК) МВД СССР — начальник отдела охраны.
С мая 1959 года — в отставке. Жил в Москве. В 1961—1963 — начальник сектора Всесоюзного проектно-технологического института «Стройдормаш» Московского СНХ, в 1963−1969 — заместитель начальника отдела Проектно-конструкторского технологического института машиностроения Московского СНХ. Вышел на пенсию в августе 1969 года.
Сын — Борис Викторович Бочков, советский военачальник, генерал-полковник авиации.
Умер в Москве 2 августа 1981 года, похоронен на Новодевичьем кладбище.

## Специальные и воинские звания
- полковник
- старший майор государственной безопасности (28.01.1939)[9]
- комиссар государственной безопасности 3-го ранга (14.03.1940)[10]
- генерал-майор (28.07.1940)[11]
- генерал-лейтенант (17.11.1944)[12]

## Награды
- Два ордена Ленина (26.04.1940[13], 21.02.1945[14])
- ордена Красного Знамени (29.08.1939[15], 3.11.1944[16])
- Орден Суворова 2-й степени (21.09.1945[17])
- Три ордена Отечественной войны 1-й степени(7.07.1947[18][19], 29.10.1948[20], 24.08.1949[21])
- Орден Трудового Красного Знамени (19.09.1952)
- Орден Красной Звезды (8.03.1944)[19]
- 13 медалей[5][7].
- «Заслуженный работник НКВД» (1942)

Награждения орденом Красной звезды и одним из орденов Отечественной войны 1-й степени (награжденным по указу от 7 июля 1944 г.) отменены Указами Президиума Верховного Совета СССР соответственно в апреле 1962 и марте 1964, как полученные за участие в операциях по выселению народов Кавказа и Крыма.